# Eoleiognathus dorsalis
Eoleiognathus dorsalis è un pesce osseo estinto, appartenente ai perciformi. Visse nell'Eocene inferiore-medio (circa 50 - 49 milioni di anni fa) e i suoi resti fossili sono stati ritrovati in Italia, nel famoso giacimento di Bolca.

## Descrizione
Questo pesce era di piccole dimensioni, e non doveva superare i 5 centimetri di lunghezza. Era simile agli attuali rappresentanti del genere Leiognathus, ma differiva da questi ultimi per la presenza di tre supraneurali anziché uno, per il processo ascendente del premascellare più corto, per le coste più corte, per l’assenza di spazi interneurali vacanti, per le proporzioni dei raggi spiniformi nelle pinne dorsale ed anale e per avere 15 anziché 17 raggi principali nella pinna dorsale. 
Come i Leiognathus attuali, Eoleiognathus possedeva un corpo relativamente alto, con un peduncolo caudale abbastanza profondo. La testa era piuttosto grande, mentre il profilo ventrale e quello dorsale del corpo erano quasi ugualmente convessi.

## Classificazione
Eoleiognathus è un rappresentante dei Leiognathidae, un gruppo di pesci perciformi attualmente rappresentati da numerose specie, tra cui i pesci pony (Equulites klunzingeri). Eoleiognathus tuttavia possedeva alcune caratteristiche arcaiche, tra le quali un conteggio vertebrale plesiomorfico. 
I primi fossili di questo animale, rinvenuti nella famosa Pesciara di Bolca in provincia di Verona, vennero descritti da Louis Agassiz nella sua opera Recherches sur les Poissons Fossiles nel 1838 con il nome di Pygaeus dorsalis. Il genere Pygaeus, tuttavia, venne riconosciuto come una sorta di cestino dei rifiuti per numerose specie di perciformi di piccole dimensioni dell'Eocene, e fu solo nel 2014 che Alexandre Bannikov attribuì questa specie a un nuovo genere, Eoleiognathus, assegnandola alla famiglia Leiognathidae.